# Ashigaru

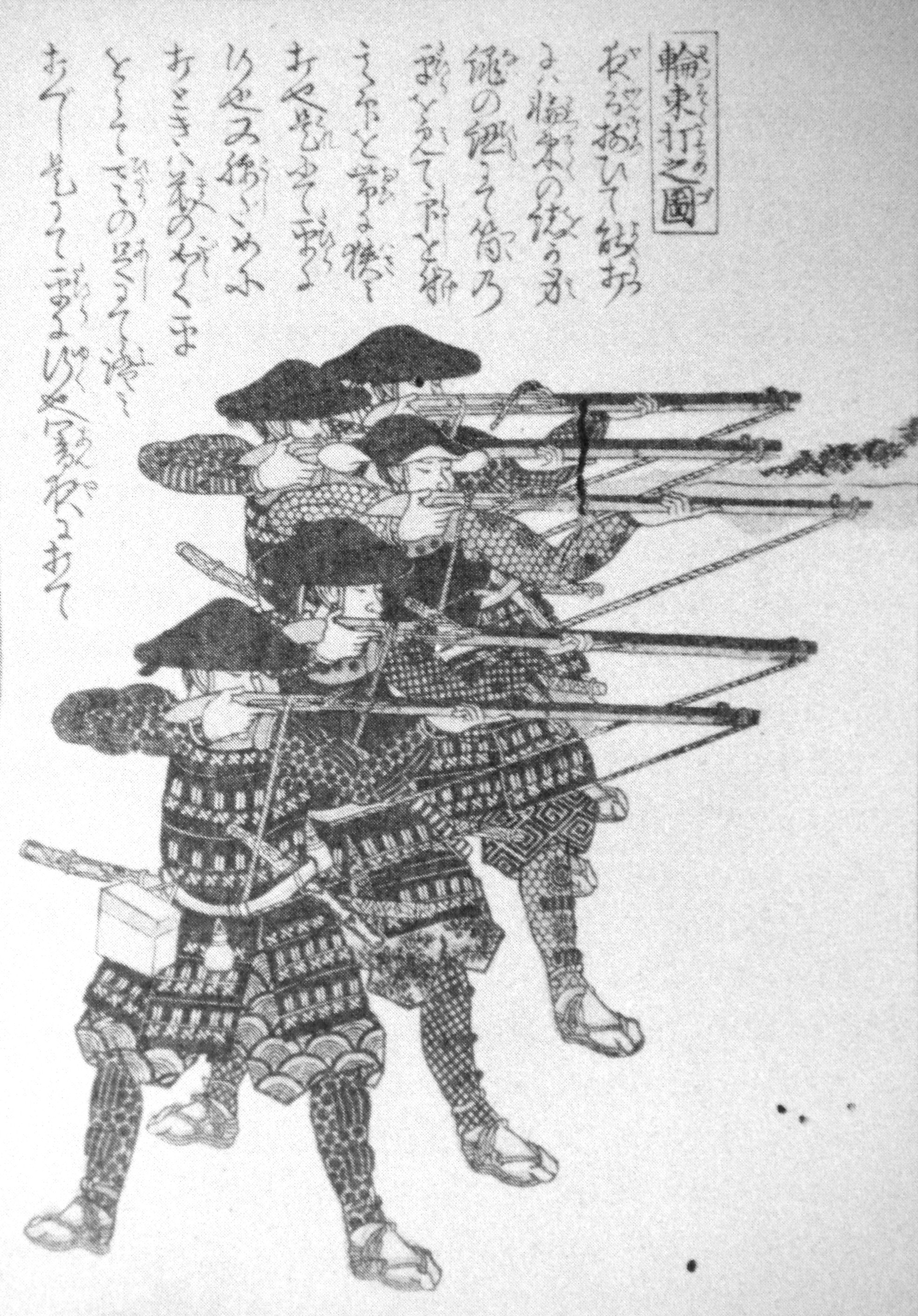
Ashigaru in pantser en met een jingasa op hun hoofd, schieten met tanegashima

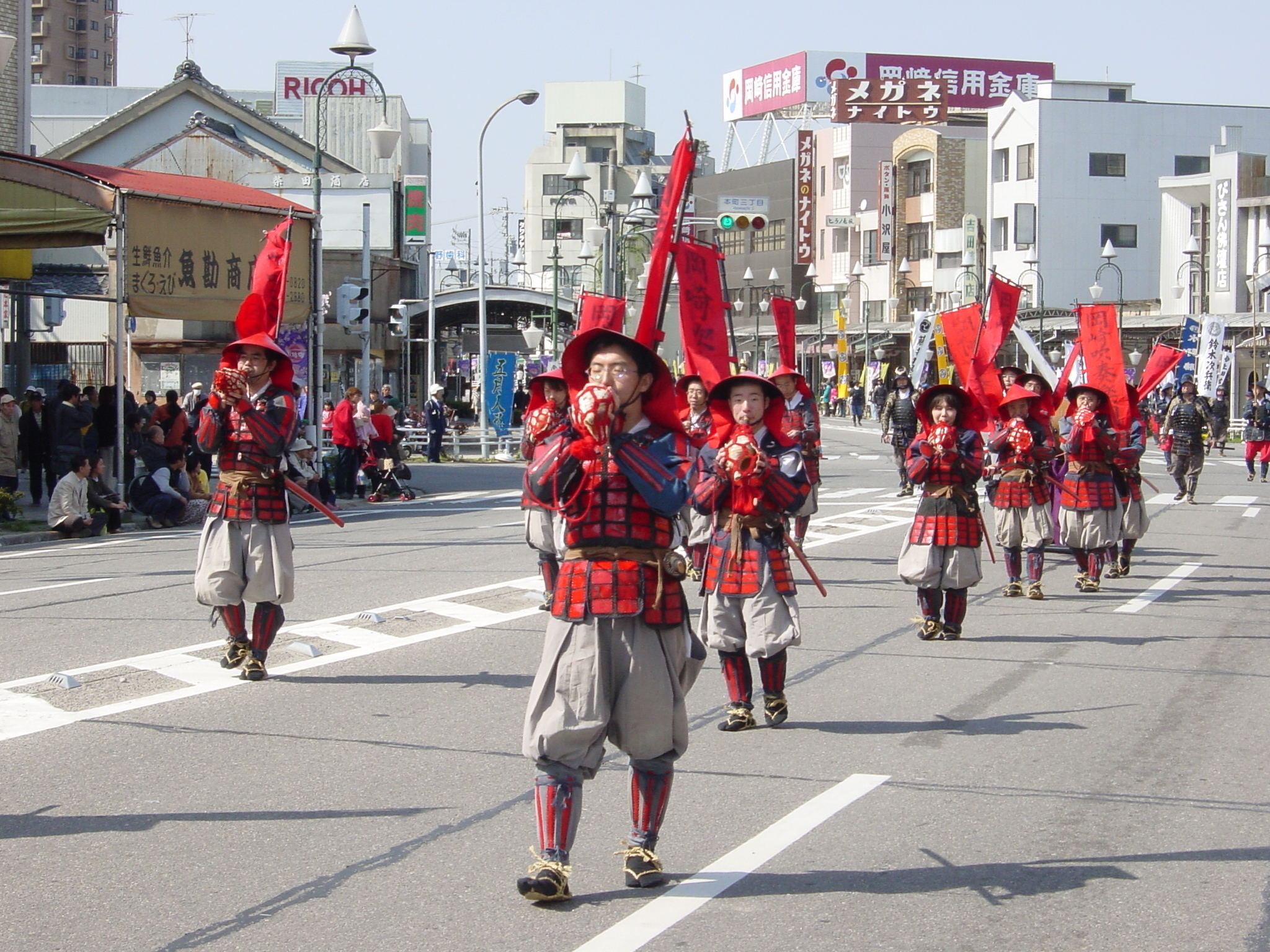
Een groep heropvoerders verkleed als ashigaru met sashimono op de rug in een optocht ter herdenking van de slag bij Sekigahara

Ashigaru (Japans: 足軽: Hepburn: ashigaru) waren infanteristen (voetsoldaten) ten tijde van de Muromachiperiode (1336–1573), in het feodale Japan, die vielen onder het bevel van een daimyo. Initieel betroffen het gerekruteerde boeren maar uiteindelijk werden zij huurlingen en later beroepssoldaten.

## Etymologie
Het woord Ashigaru is de romaji-transliteratie van de kanji 足軽. Het eerste karakter 足 [ashi] "voet" in de kun-lezing en het tweede karakter 軽 [garu] is afgeleid van het adjectief 軽 [karui]  "licht" (qua 'gewicht', 'ernst', of 'belang') eveneens in de kun-lezing. Ashigaru kan letterlijk worden vertaald als lichte voet. Figuurlijk kan 'ashigaru' ook worden geïnterpreteerd als onbeduidend of minder belangrijk.

## Oorsprong

### Gerekruteerde boeren
Ashigaru werden voor het eerst gerekruteerd ten tijde van de Nanboku-cho-periode (1336-1392). Aanvankelijk waren het burgers en boeren die werden gerekruteerd door krijgsheren behorende tot de samoeraiklasse, daimyo genoemd die zonder soldij en met gebruik van landbouwgereedschap of met wapens buitgemaakt van gesneuvelde ashigaru of samoerai vochten. Ze werden niet zozeer als soldaten beschouwd, maar eerder als kanonnenvoer. Hun beloning bestond uit de buit die buit werd gemaakt, welke vaak aanzienlijk bleek te zijn.

### Huurlingen
Voor een boer was  het aanzienlijk lucratiever om ashigaru te zijn en dit leidde ertoe dat een groot aantal zwervende strijders zich aansloten bij de ashigaru. Boeren realiseerden zich al snel dat vechten in oorlogen hen rijker kon maken dan werken op het land. Velen van hen kozen ervoor om voltijd te functioneren als ashigaru. Zo ontstond een groep ashigaruhuurlingen die gedreven door opportunisme zich aansloten bij de partij die de grootste kans had om te winnen. Zij sloten zich even gemakkelijk aan bij een strijdende partij als dat zij ervan deserteerden. Hierdoor kregen de ashigaru het imago van onbetrouwbare en gewetenloze vechtersbazen. Dit imago werd bezegeld in de Onin-oorlog waarin het gebied dat later Kyoto zou worden in brand staken. Ashigaru werden enkel getolereerd door de samoerai omdat ze noodzakelijk waren in de oorlogsvoering.

### Professionalisering
In de Sengokuperiode (1467–1615) werden de ashigaru geprofessionaliseerd, zij werden onderdeel van het beroepsleger. Doordat de Japanse oorlogsvoering steeds heviger werd, ontwikkelde ashigaru zich tot proto-soldaten. De ashigaru werden semiprofessioneel en de uchigatana (een voorloper van de katana) speelde hierin een sleutelrol, dit type zwaard kon in één beweging worden getrokken en worden gehanteerd. De samoerai hadden tot dan toe voornamelijk gevochten met de tachi maar dit type zwaard vereiste twee bewegingen: trekken en slaan. Naarmate de oorlogsvoering feller werd namen de samoerai al snel de uchigatana over van de ashigaru.

### Beroepssoldaten
Naarmate de oorlogen van de daimyo langer duurden, was het niet langer meer de dapperste, maar de rijkste die de overwinning behaalde. Rijke heersers werden nog machtiger, omdat ze over genoeg middelen beschikten om zowel soldaten in het veld als boeren op het land te onderhouden. De transformatie van ashigaru van zwervende huurling naar professionele soldaat begon toen heersers de voorkeur gaven aan voltijdsoldaten boven seizoenssoldaten. Ze werden uitgerust met betere wapens. Opmerkelijk is dat ze uiteindelijk ook werden getraind in het gebruik van de speer en de boog. Hierdoor verdween het beeld van de samoerai als de eliteboogschutter. Omdat ashigaru dezelfde wapens als de samoerai begonnen te gebruiken, ontvingen ze ook steeds intensievere trainingen. Hun vaardigheden begonnen die van de samoerai snel te benaderen en overtroffen ze soms zelfs. Sommige ashigaru dienden uiteindelijk als lijfwacht van daimyo. Ashigaru werden niet alleen erkend als waardevolle troepen in de oorlog, maar ook als de eerste stap voor gewone burgers om volwaardige samoerai te worden.